# 混種狗

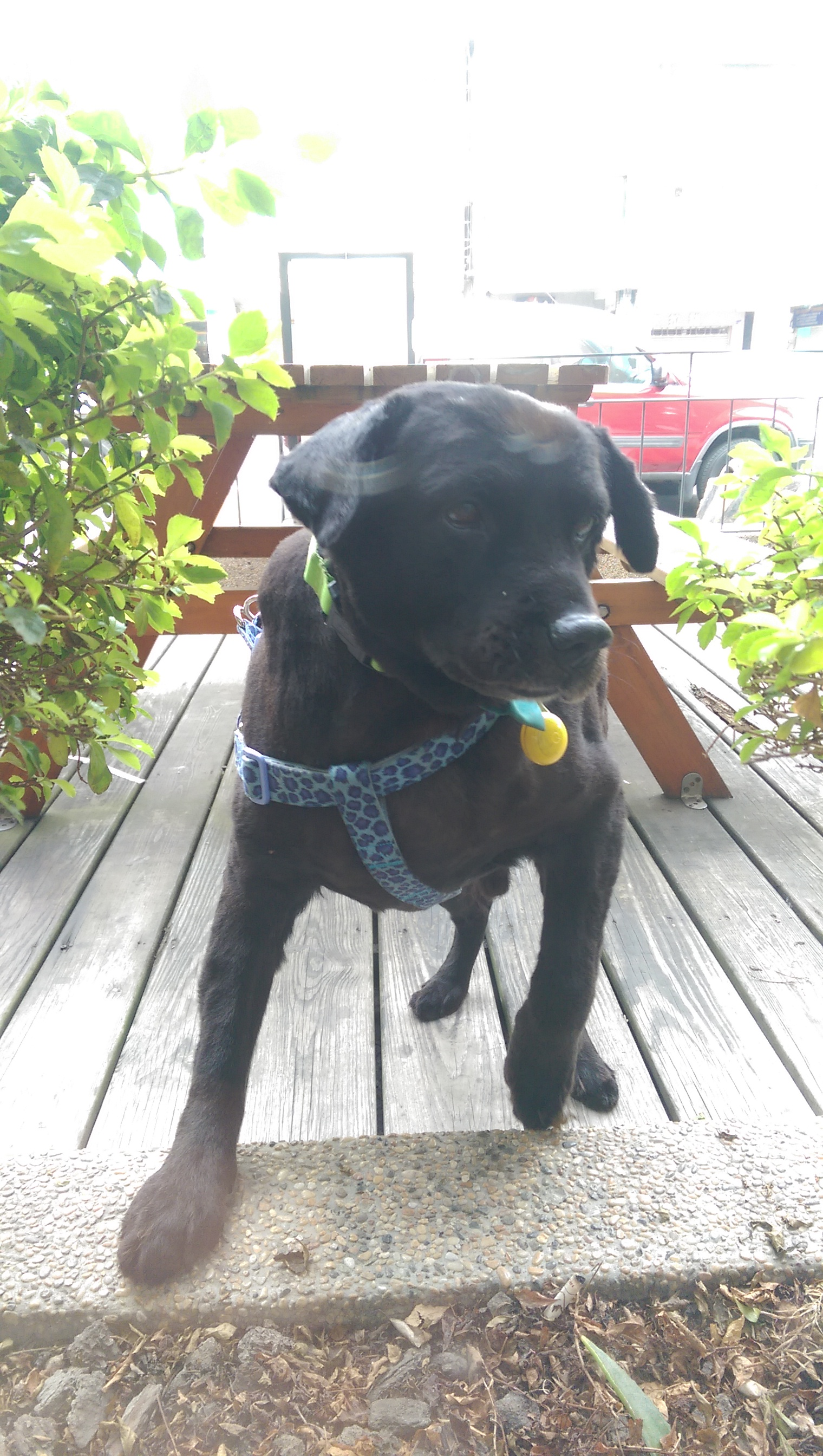
一隻混種的拉布拉多犬

混種狗或雜種狗是純種狗的相反詞，指的是狗由不同品種雜交而成，血統未有經育犬協會登記，其名稱有「mix」（混合）。在上海一般簡稱為「草狗」，在香港一般簡稱為「唐狗」。由於混種狗只是一個統稱，這些狗的體型、毛色、性情均有差異。

## 名字
世界各地對混種狗均有不同名稱，部分亦有貶義。在中國大陸，「雜種狗」一詞可以成為罵人話，所以通常稱呼雜交狗為“串串”。「唐狗」（原意指「本地狗」，但現被誤用作稱呼雜交狗）在港澳地區常用，在台灣則是以「土狗」或「米克斯」（mix）來稱呼所有的混種犬；英語世界也有類似的用法，其中美國多個狗會把運動型混種狗稱為「All American Dog」（美國狗），喻意美國是一個民族大溶爐。美國人視另一個常用詞mongrel具貶義詞，但英國人則認為它只是一個技術用詞。另一字是具有親暱意味的mutt。

## 外表
混種狗的體型一般介乎其父母的身材之間，毛色、毛長各有差異，但狗隻經過多代混種後，其毛色一般會偏向黑色、深咖啡或淺咖啡色，胸毛多數是白色，體重約40磅、身高約38至57厘米。一般來說，要預測混種狗長大後的體型是相當困難，但較為肯定是，兩款迷你狗的混種後代，體型不會變大。當兩種狗交配時，有些品種亦會較常將其特徵遺傳給混種後代，如邊境牧羊犬會將其毛色及耳朵遺傳下去，而德國牧羊犬則會把面型等傳給後代。

## 混種優勢
根據杂種優勢（Heterosis）的說法，混種狗的基因差異較大，令牠們較純種狗更為健康。一些混種狗的確可免受遺傳疾病侵擾，皆因有害的基因在繁殖過程中被剔除，例如純種德國牧羊犬常會出現髖臼發育異常，但德國牧羊犬的混種後代一般不會有此病症。
不過，混種優勢並非必然出現的。若然把患有髖臼發育異常的德國牧羊犬與黃金獵犬交配後，其後代一樣可以出現髖臼發育異常。正因為不同品種的純種狗都有可能帶不良基因，混種結果帶有不明確因素。

## 外部連結
- 香港唐狗會